# Steyrvidéki járás
A Steyr-Land járás Ausztriában, Felső-Ausztria tartományban található. Steyrvidéki járás Steyr, Amstetteni, Waidhofen an der Ybbs, Liezeni, Kirchdorf an der Krems-i és Linzvidéki járásokkal határos. Lakosainak száma 61 209 fő (2022. január 1.).

## A járáshoz tartozó települések
- Adlwang
- Aschach an der Steyr
- Bad Hall
- Dietach
- Gaflenz
- Garsten
- Großraming
- Laussa
- Losenstein
- Maria Neustift
- Pfarrkirchen bei Bad Hall
- Reichraming
- Rohr im Kremstal
- Sankt Ulrich bei Steyr
- Schiedlberg
- Sierning
- Ternberg
- Waldneukirchen
- Weyer
- Wolfern